# Іванова Вероніка Петрівна
Вероніка Петрівна Іванова (біл. Вераніка Пятроўна Іванова; нар. 24 вересня 1996) — білоруська борчиня вільного стилю, бронзова призерка чемпіонату Європи, бронзова призерка Європейських ігор. Майстер спорту міжнародного класу з вільної боротьби.

## Життєпис
Боротьбою почала займатися з 2010 року.
Виступала за борцівський клуб ШВСМ, Могильов. Тренер — Сергій Мєлков.

## Спортивні результати на міжнародних змаганнях

### Виступи на Чемпіонатах світу
| Змагання                        | Збірна   | Вагова категорія          | Місце |
| ------------------------------- | -------- | ------------------------- | ----- |
| Чемпіонат світу з боротьби 2015 | Білорусь | жіноча боротьба, до 60 кг | 7     |
| Чемпіонат світу з боротьби 2017 | Білорусь | жіноча боротьба, до 63 кг | 9     |
| Чемпіонат світу з боротьби 2018 | Білорусь | жіноча боротьба, до 62 кг | 19    |

### Виступи на Чемпіонатах Європи
| Змагання                         | Збірна   | Вагова категорія          | Місце  |
| -------------------------------- | -------- | ------------------------- | ------ |
| Чемпіонат Європи з боротьби 2016 | Білорусь | жіноча боротьба, до 58 кг | 9      |
| Чемпіонат Європи з боротьби 2017 | Білорусь | жіноча боротьба, до 63 кг | 8      |
| Чемпіонат Європи з боротьби 2018 | Білорусь | жіноча боротьба, до 62 кг | Бронза |
| Чемпіонат Європи з боротьби 2020 | Білорусь | жіноча боротьба, до 62 кг | 5      |

### Виступи на Європейських іграх
| Змагання              | Збірна   | Вагова категорія          | Місце  |
| --------------------- | -------- | ------------------------- | ------ |
| Європейські ігри 2015 | Білорусь | жіноча боротьба, до 60 кг | Бронза |
| Європейські ігри 2019 | Білорусь | жіноча боротьба, до 62 кг | 9      |

### Виступи на Кубках світу
| Змагання                    | Збірна   | Вагова категорія | Місце |
| --------------------------- | -------- | ---------------- | ----- |
| Кубок світу з боротьби 2018 | Білорусь | команда          | 6     |

### Виступи на інших змаганнях
| Змагання                                                         | Збірна   | Вагова категорія          | Місце  |
| ---------------------------------------------------------------- | -------- | ------------------------- | ------ |
| Турнір Олександра Медведя 2014                                   | Білорусь | жіноча боротьба, до 55 кг | 7      |
| Вогні Москви 2014                                                | Білорусь | жіноча боротьба, до 60 кг | 4      |
| Гран-прі «Іван Яригін» 2015                                      | Білорусь | жіноча боротьба, до 58 кг | 8      |
| Турнір Олександра Медведя 2015                                   | Білорусь | жіноча боротьба, до 58 кг | 9      |
| Гран-прі Німеччини з боротьби 2015                               | Білорусь | жіноча боротьба, до 58 кг | 12     |
| Відкритий чемпіонат Польщі з боротьби 2015                       | Білорусь | жіноча боротьба, до 60 кг | 12     |
| Кубок Алроси 2015                                                | Білорусь | жіноча боротьба, до 58 кг | 6      |
| Золотий Гран-прі з боротьби 2015                                 | Білорусь | жіноча боротьба, до 60 кг | 10     |
| Гран-прі Парижа з боротьби 2016                                  | Білорусь | жіноча боротьба, до 58 кг | Золото |
| Турнір Олександра Медведя 2016                                   | Білорусь | жіноча боротьба, до 58 кг | Золото |
| Олімпійський кваліфікаційний турнір з боротьби 2016 (Улан-Батор) | Білорусь | жіноча боротьба, до 58 кг | 9      |
| Чемпіонат світу з боротьби серед військовослужбовців 2016        | Білорусь | жіноча боротьба, до 60 кг | Бронза |
| Чемпіонат світу з боротьби серед студентів 2016                  | Білорусь | жіноча боротьба, до 63 кг | Бронза |
| Кубок Європейських націй з боротьби 2016                         | Білорусь | команда                   | Срібло |
| Henri Deglane Challenge 2016                                     | Білорусь | жіноча боротьба, до 63 кг | Золото |
| Турнір Олександра Медведя 2017                                   | Білорусь | жіноча боротьба, до 63 кг | 7      |
| Чемпіонат світу з боротьби серед військовослужбовців 2017        | Білорусь | жіноча боротьба, до 63 кг | Срібло |
| Київський Міжнародний турнір з боротьби 2018                     | Білорусь | жіноча боротьба, до 62 кг | Бронза |
| Відкритий чемпіонат Польщі з боротьби 2018                       | Білорусь | жіноча боротьба, до 62 кг | 7      |
| Klippan Lady Open 2019                                           | Білорусь | жіноча боротьба, до 62 кг | Бронза |
| Турнір міста Сассарі з боротьби 2019                             | Білорусь | жіноча боротьба, до 62 кг | 11     |
| Турнір Яшара Догу 2019                                           | Білорусь | жіноча боротьба, до 62 кг | Бронза |
| Відкритий чемпіонат Польщі з боротьби 2019                       | Білорусь | жіноча боротьба, до 62 кг | 18     |
| Турнір Маттео Пелліцоне 2020                                     | Білорусь | жіноча боротьба, до 62 кг | 13     |

### Виступи на змаганнях молодших вікових груп
| Змагання                                       | Збірна   | Вагова категорія          | Місце |
| ---------------------------------------------- | -------- | ------------------------- | ----- |
| Чемпіонат Європи з боротьби серед кадетів 2012 | Білорусь | жіноча боротьба, до 49 кг | 15    |
| Чемпіонат Європи з боротьби серед кадетів 2013 | Білорусь | жіноча боротьба, до 56 кг | 12    |
| Кубок Фрейденфельдса серед юніорів 2013        | Білорусь | жіноча боротьба, до 55 кг | 7     |
| Чемпіонат Європи з боротьби серед юніорів 2014 | Білорусь | жіноча боротьба, до 59 кг | 5     |
| Чемпіонат світу з боротьби серед юніорів 2014  | Білорусь | жіноча боротьба, до 59 кг | 13    |
| Чемпіонат Європи з боротьби серед юніорів 2015 | Білорусь | жіноча боротьба, до 59 кг | 5     |
| Чемпіонат Європи з боротьби серед юніорів 2016 | Білорусь | жіноча боротьба, до 59 кг | 9     |
| Чемпіонат світу з боротьби серед юніорів 2016  | Білорусь | жіноча боротьба, до 59 кг | 7     |
| Чемпіонат Європи з боротьби серед молоді 2016  | Білорусь | жіноча боротьба, до 60 кг | 5     |
| Чемпіонат світу з боротьби серед молоді 2017   | Білорусь | жіноча боротьба, до 63 кг | 11    |
| Чемпіонат Європи з боротьби серед молоді 2018  | Білорусь | жіноча боротьба, до 65 кг | 6     |
| Чемпіонат світу з боротьби серед молоді 2019   | Білорусь | жіноча боротьба, до 62 кг | 5     |